# 松濤園
松濤園（：／ Songdowŏn）是朝鮮著名的海濱度假勝地，位於朝鮮民主主義人民共和國江原道，元山市西北部約3㎞處。總面積4.96㎢。它得名於所在地茂密的松林和優雅的波濤。
自1960年代以來，定期在松濤園舉行松濤園國際少年團夏令營。1986年以來，松濤園逐步對外國遊客開放，並興建了相應的文化娛樂設施。

## 外部連結
- 松濤園